# BD+20°307
BD +20°307 — близкая двойная система в созвездии Овна на расстоянии около 300 световых лет от Солнца. Обе звезды похожи на Солнце, только немного более массивны. Они обращаются вокруг общего центра масс с периодом 3,42 дня. Если бы ось вращения была перпендикулярна взгляду наблюдателя, то с Земли она была видна как затменная переменная типа W UMa. Однако, никакой переменности у звезды не наблюдается, следовательно, можно предположить, что система видна с полюса.
Звёздная система окружена мощным пылевым облаком, которое в миллион раз более плотное, чем в Солнечной системе. Облако пыли состоит из исключительно малых частиц, имеющих относительно высокую температуру 100 K. Так как система не молодая (возраст несколько миллиардов лет), то эта пыль должна была или аккрецировать на звезду, или выметена звёздным ветром. Чтобы объяснить существование облака пыли и его свойства, была выдвинута гипотеза, что несколько тысяч лет назад в системе столкнулись две планеты, по крайней мере, такие же большие как Венера и Земля.